# Шивор
Шивор — хутор (село) в Ботлихском районе Дагестана. Входит в состав сельского поселения Сельсовет «Чанковский».

## География
Расположено в 6 км к северо-востоку от села Ботлих.

## Население
| 1926 | 1939 | 1970 | 1989 | 2002 | 2010 | 2021 |
| ---- | ---- | ---- | ---- | ---- | ---- | ---- |
| 42   | ↗58  | ↗61  | ↗81  | ↘61  | ↗85  | ↗95  |